# Ла Форка (Потенца)
Ла Форка (итал. La Forca) је насеље у Италији у округу Потенца, региону Базиликата.
Према процени из 2011. у насељу је живело 41 становника. Насеље се налази на надморској висини од 591 м.